# Hamilton Standard
Hamilton Standard fue un proveedor de partes relacionadas con las hélices de aeronave. Fue creada en 1929 cuando la United Aircraft and Transport Corporation fusionó las empresas Hamilton Aero Manufacturing y Standard Steel Propeller en la Hamilton Standard Propeller Corporation. Entre otros miembros de la corporación están Boeing, United Airlines, Sikorsky Aircraft y Pratt & Whitney. Hasta el momento, Hamilton fue el mayor fabricante de hélices de aeronave del mundo. En 1999 se fusionó con Sundstrand Corporation y se convirtió en Hamilton Sundstrand.

## Fundación
Standard Steel Propeller fue fundada en 1918 en Pittsburgh, Pensilvania, y Hamilton Aero Manufacturing fue fundada en 1920 en Milwaukee, Wisconsin, por Thomas F. Hamilton.